# Wey Latte
Wey Latte — компактный кроссовер, выпускающийся подразделением Wey компании Great Wall Motor.

## Описание

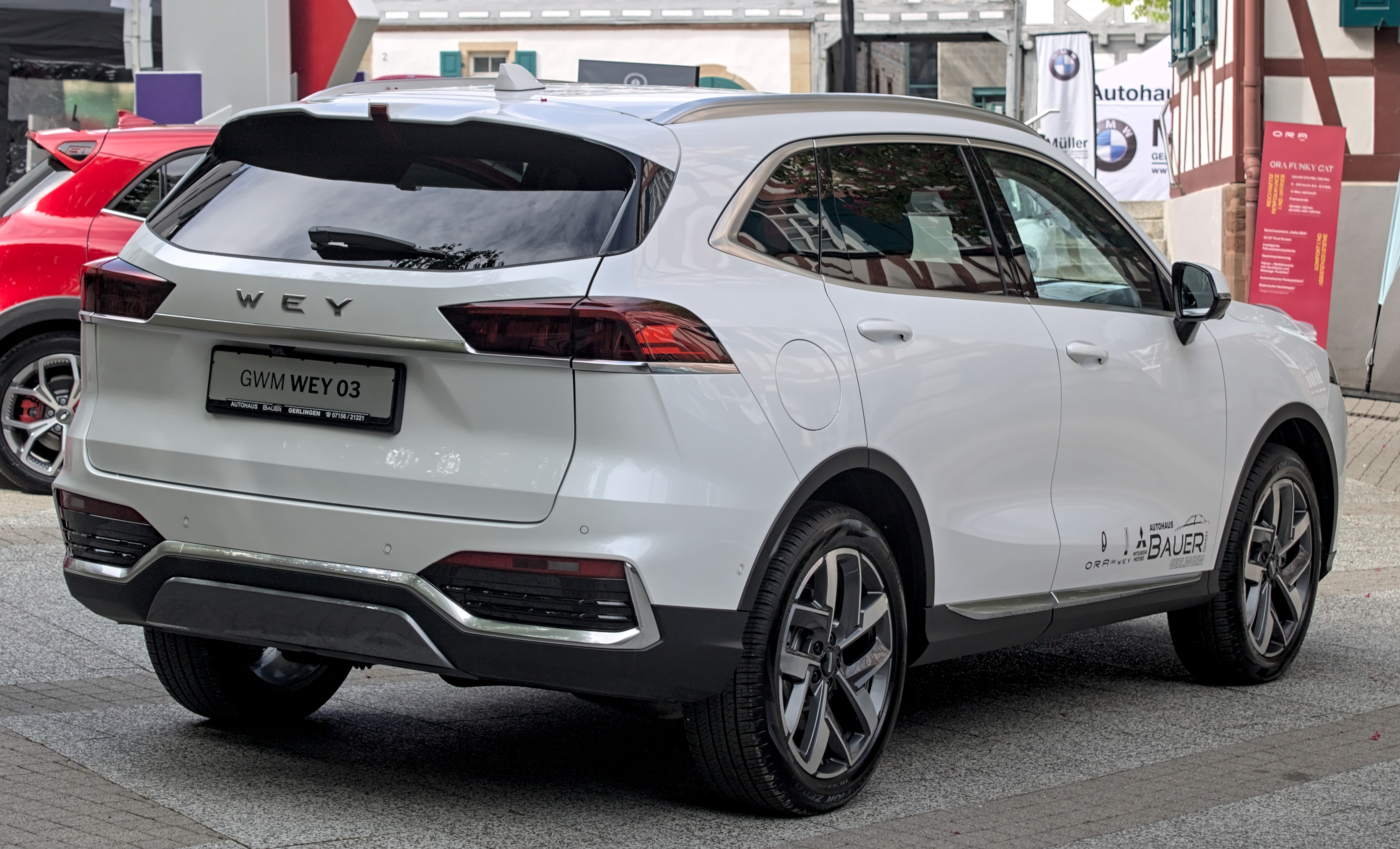
Вид сзади

Wey Latte был представлен в 2021 году на Шанхайском автосалоне. Продажи начались в апреле 2021 года на рынке Китая.
Название Latte автомобиль получил в честь кофейного напитка латте. Модель была представлена параллельно с Mocha и Macchiato.
В сентябре 2021 года на выставке IAA в Мюнхене была представлена версия для европейского рынка, получившая название Wey Coffee 02. С 2023 года модель продаётся в Германии.

### Технические характеристики
Wey Latte оснащён 2,0-литровым рядным четырёхцилиндровым двигателем с турбонаддувом E20N с циклом Миллера и тепловым КПД более 38 %. Двигатель развивает мощность 159 кВт (213 л. с.) и сочетается в паре с девятиступенчатой трансмиссией с двумя сцеплениями. Также автомобиль оснащается 1,5-литровым рядным четырёхцилиндровым двигателем с турбонаддувом и интеллектуальной гибридной технологией DHT. Двигатель развивает мощность 175 кВт (235 л. с.) и крутящий момент 530 Н⋅м. Разгон до 100 км/ч происходит за 7,5 сек, а расход топлива составляет 4,9 л/100 км.